# Felipe III de Hesse-Butzbach
Felipe III de Hesse-Butzbach (Darmstadt, 26 de diciembre de 1581-Bad Ems, 28 de abril de 1643) fue landgrave de Hesse-Butzbach desde 1609 hasta 1643.

## Biografía
Sus padres fueron Jorge I "el Pío" de Hesse-Darmstadt (1547-1596) y Magdalena de Lippe (1552-1587). La primera esposa de Felipe fue Ana Margarita de Diepholz; murió sin haber tenido hijos en 1629 y fue enterrada en la iglesia de la ciudad de Butzbach. Se casó por segunda vez, con Cristina Sofía de Frisia Oriental (Aurich, 1609-Fráncfort, 1658), en 1632 en Aurich.
Cuando su padre murió en 1596, el país fue dividido en tres partes. Hesse-Darmstadt, como muchas cortes reales, practicaba la primogenitura, lo que significaba que el hijo mayor heredaba el país y sus hermanos menores eran compensados con dinero o, si no había dinero disponible, con un territorio mucho más pequeño, no soberano, y menos dinero. Los hijos menores podían usar el título de "landgrave" pero la soberanía la conservaba el hijo mayor. En este caso, el hijo mayor, Luis V de Hesse-Darmstadt heredó el grueso del país. Federico recibió Homburg y fundó la línea Hesse-Homburg. Felipe recibió Butzbach.
Su landgraviato de Butzback estaba formado inicialmente de sólo la ciudad de Butzbach y algunas aldeas cercanas. Se le añadió un distrito de Solms-Braunfels durante la Guerra de los Treinta Años, cuando el conde de Solms-Braunfels perdió el favor del emperador. En 1639, se añadió la ciudad de Itter en Waldeck, con el castillo en Vöhl y las localidades que pertenecían al castillo. En esa época, el ingreso anual de Felipe de 24.000 guilders se vio reducido a 7300 guilders.
La nueva residencia de Butzbach floreció en medio de la Guerra de los Treinta Años. El landgrave Felipe era un hombre culto y que había viajado; hablaba ocho idiomas, fue matemático y reunió una valiosa biblioteca. Para estudios astronómicos, construyó un observatorio en su castillo del landgraviato en Butzbach e hizo que se construyeran algunos instrumentos astronómicos. En 1618, nombró a Daniel Mögling (conocido como Theophilus Schweighart), que era un rosacruz doctor en medicina y miembro de una familia de profesores de Tubinga, como matemático y astrónomo de la corte.  Mogling, que también tradujo la Arcadia de  Philip Sidney, le puso en contacto con Wilhelm Schickard (1592–1635), quien había inventado una máquina de cálculo en 1623. Felipe III también estableció correspondencia con los astrónomos Kepler y Galileo. Había conocido al Galileo de 17 años durante sus dos viajes a Italia en 1602 y 1607.  Kepler visitó Butzabch dos veces, en julio de 1621 y en octubre de 1627. Felipe III y Kepler observaron el tamaño de las manchas solares juntos y en 1624, Felipe imprimió la obra de Kepler Chilias logarithmorum. La hija de Kepler, Susan, también visitó la corte en Butzbach varias veces.
Felipe expandió su castillo y lo rodeó con un jardín de recreo y uno de árboles. Ninguno de esos dos jardines ha sobrevivido. La mayor atracción del jardín era la "fuente del planeta". A partir de dibujos de la fuente, una pintura y una descripción, se ha recreado un modelo de la misma.
Felipe III murió en 1643 durante un tratamiento de sudor en Bad Ems, que le había prescrito su médico Johann Schröder un año antes. Durante su tratamiento, algo de alcohol prendió fuego debido al descuido del barbero. Felipe III sufrió quemaduras graves y poco después murió a causa de sus heridas.
Puesto que no tuvo hijos de ninguno de sus matrimonios, el landgraviato de Butzbach volvió a Hesse-Darmstadt después de sólo una generación. Su segunda esposa, Cristina Sofía, siguió viviendo en el castillo de Butzbach hasta su muerte.